# Marxismo cultural

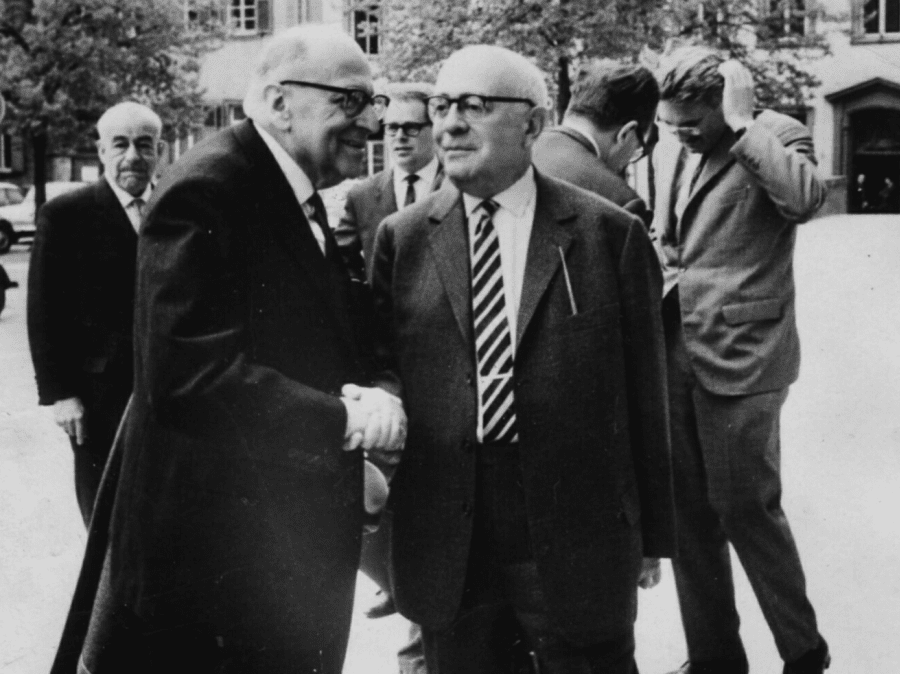
Max Horkheimer (en primer plano a la izquierda), Theodor Adorno (en primer plano a la derecha) y Jürgen Habermas (en el trasfondo, a la derecha), académicos de la Escuela de Fráncfort.

El marxismo cultural es una teoría conspirativa antisemita de extrema derecha, que afirma que el marxismo occidental es un intento académico e intelectual constante por destruir, subvertir o trastornar la cultura occidental. Los conspiracionistas sostienen que una elite de teóricos e intelectuales marxistas, originariamente de la Escuela de Fráncfort, estarían saboteando actualmente las sociedades occidentales, a través de una guerra cultural que debilitaría los valores cristianos y el conservadurismo tradicional, promoviendo los valores culturales liberales de la contracultura de 1960, el multiculturalismo, el progresismo y la corrección política.
A pesar de que tiene sus orígenes en los Estados Unidos durante la década de 1990, este discurso alcanzó los medios tradicionales y la retórica masiva a lo largo de la década de 2010, y es promovida mundialmente. La teoría conspirativa de una guerra cultural marxista es impulsada principalmente por políticos de derecha, líderes religiosos fundamentalistas, analistas políticos en medios dominantes y terroristas supremacistas blancos, como Anders Breivik. El análisis académico de la teoría conspirativa ha concluido que no tiene fundamento alguno, y que no está basada en ninguna tendencia académica o evidencia real.

## Historia

### Uso original en el ámbito académico
En su sentido académico, el término marxismo cultural tuvo su origen en el campo de los estudios culturales, nacidos de la Escuela de Fráncfort de los años 1930. El campo académico considera que la cultura es inseparable de su contexto social, económico y político y, por lo tanto, debe estudiarse teniendo en cuenta el sistema y las relaciones sociales que la producen. Siguiendo la tradición marxista, que considera que la ideología dominante es la de la burguesía, la cultura en el sistema capitalista sería un instrumento de poder sobre la clase obrera. La teoría conspirativa del marxismo cultural que se desarrollaría décadas después considera estas teorías de Max Horkheimer, Theodor Adorno y sus discípulos como una amenaza para la cultura occidental.

### El surgimiento de la teoría conspirativa
El origen de la teoría conspirativa del marxismo cultural se puede trazar hasta el artículo «La nueva edad oscura: La Escuela de Fráncfort y la corrección política» (en inglés: The New Dark Age: The Frankfurt School and 'Political Correctness) publicado en 1992 por Michael Minnicino en la revista FIDELIO del Instituto Schiller, una rama del movimiento LaRouche. Según Minnicino, existe una conspiración global iniciada por la Escuela de Fráncfort destinada a destruir la cultura occidental. Esta conspiración se manifestaría mediante la corrección política y se propagaría mediante el control de los medios de comunicación de masas o la Universidad. El artículo de Minnicino afirma que la Escuela de Fráncfort promovió el modernismo en las artes como una forma de pesimismo cultural y formó la contracultura en la década de los 60 (como la banda pop británica The Beatles). El movimiento de LaRouche se conoce sobre todo por creer que el Imperio Británico todavía existe, el mismo está intentando apoderarse del mundo (sobre todo, pero no exclusivamente, por medios económicos), y, entre otras cosas, también controla el comercio global de la droga.
A finales de la década de 1990, algunos paleoconservadores, una corriente del conservadurismo en los Estados Unidos, retomaron la idea de la conspiración de la Escuela de Fráncfort y acuñaron el término «marxismo cultural» para referirse a esta.[cita requerida] La teoría fue popularizada por la organización de la derecha cristiana Free Congress Foundation, especialmente por Paul Weyrich y William S. Lind. Según esta versión de la teoría, la ideología de estado de Estados Unidos es la corrección política producida por el marxismo cultural oculto bajo el multiculturalismo. Lind diferencia entre dos marxismos: el marxismo económico que explica la historia con base en los medios de producción y el marxismo cultural que explica la historia con base en «que grupos -definidos por sexo, raza y normalidad o anormalidad sexual- tienen poder sobre otros grupos.» Para Lind, el marxismo cultural considera virtuosos a los «negros, hispanos, mujeres feministas, homosexuales y otras minorías» mientras que considera malignos a los «hombres blancos». Al igual que Minnicino en 1992, estos conspiracionistas consideran que el inicio del marxismo cultural en Estados Unidos se debió a la migración a Estados Unidos de los académicos de la Escuela de Fráncfort tras el ascenso de los nazis al poder en Alemania.
El político paleoconservador Pat Buchanan jugó un papel importante en la difusión de la teoría del marxismo cultural. Tuvo una aparición destacada en el documental «Marxismo cultural. La corrupción de América» (en inglés: Cultural Marxism. The Corruption of America) lanzado en 2011, junto a otros conservadores como Ted Baehr, Edward Griffin, Ron Paul y Edwin Vieira.
La doctora Heidi Beirich afirma que la teoría conspirativa se usa para demonizar a grupos que los conservadores consideran indeseables, incluyendo a «feministas, homosexuales, humanistas seculares, multiculturalistas, educadores sexuales, ecologistas, inmigrantes y nacionalistas negros».
El Southern Poverty Law Center ha informado de que William S. Lind en 2002 pronunció un discurso ante una conferencia de negacionismo del Holocausto sobre el tema del marxismo cultural. En este discurso Lind señaló que los miembros de la Escuela de Fráncfort eran «todos judíos», sin embargo Lind afirma no haber cuestionado si el Holocausto ocurrió o no y sugiere que estaba presente en una capacidad oficial de la Free Congress Foundation «trabajar con una amplia variedad de grupos sobre una base tema por tema».

### Expansión
La teoría del marxismo cultural se ha extendido, con distintas versiones, a diversos grupos de la derecha política dentro y fuera de Estados Unidos.
Andrew Breitbart apoyó la teoría a través de su sitio de noticias Breitbart News, alineado con la derecha alternativa estadounidense.
Varios sitios web del movimiento Tea Party en Estados Unidos difundieron la teoría del marxismo cultural. El Tea Party Australiano adoptó la teoría, recalcando que la Escuela de Fráncfort fue el inicio de una crítica destructiva a la cultura occidental «incluyendo el cristianismo, el capitalismo, la autoridad, la familia, el patriarcado, la moralidad, la tradición, la continencia sexual, la lealtad, el patriotismo, el nacionalismo, la herencia, el etnocentrismo y el conservadurismo».
La teoría también tiene difusión en sectores de la extrema derecha, como el Partido Nacional Británico el medio neonazi The Daily Stormer o el supremacista blanco Stormfront.
Sectores del libertarismo, como miembros del think tank Instituto Mises o del Partido Libertario de Reino Unido, han adoptado algunas versiones de la teoría del marxismo cultural.
En Latinoamérica esta idea ha sido acogida por políticos y escritores de la derecha. entre los principales difusores de la teoría del marxismo cultural en la región se encuentran los escritores argentinos Nicolás Márquez y Agustín Laje, quienes plantean que dicho marxismo promueve la ideología de género para destruir la sociedad occidental. También el presidente de Brasil Jair Bolsonaro se ha referido en ocasiones a una lucha contra el marxismo cultural por parte de su gobierno. En Bolivia, durante las elecciones presidenciales de 2019, los candidatos Humberto Peinado por Unidad Cívica Solidaridad y Chi Hyun Chung por el Partido Demócrata Cristiano manifestaron estar en contra del marxismo cultural y la ideología de género.

### Atentados de Noruega en 2011
El terrorista noruego Anders Breivik incluyó el término «marxismo cultural» en su documento «2083: Una Declaración Europea de la Independencia», que junto con la publicación «Corrección política: una breve historia de una ideología» de la Free Congress Foundation, fue enviado por correo electrónico a 1003 direcciones aproximadamente 90 minutos antes de la explosión de la bomba de 2011 en Oslo, de la que Breivik fue responsable. Segmentos de los escritos de William S. Lind sobre el marxismo cultural se han encontrado dentro del manifiesto de Breivik.

## Análisis académico de la teoría de conspiración
Jérôme Jamin, filósofo y profesor de ciencias políticas, ha declarado: «junto a la dimensión global de la teoría conspirativa del marxismo cultural, existe una dimensión innovadora y original que permite a sus autores evitar los discursos racistas y pretender ser defensores de la democracia». El profesor y académico asociado de Oxford, Matthew Feldman, ha remontado la terminología a un concepto nacionalsocialista alemán de la preguerra, el «bolchevismo cultural», una parte de la teoría de la degeneración que ayudó al ascenso de Hitler al poder.William S. Lind confirma esto como su período de interés, afirmando que «[el marxismo cultural] es una idea que se remonta no a los años 60 y a los hippies y al movimiento por la paz, sino a la Primera Guerra Mundial».